# Arnebia fimbriopetala
Arnebia fimbriopetala är en strävbladig växtart som beskrevs av John Ellerton Stocks. Arnebia fimbriopetala ingår i släktet Arnebia och familjen strävbladiga växter. Utöver nominatformen finns också underarten A. f. bungei.